# The Stanford Daily
The Stanford Daily est un quotidien étudiant indépendant au service de l'université Stanford.
Il est distribué sur tout le campus et dans la communauté environnante de Palo Alto, en Californie, aux États-Unis.
The Stanford Daily est publié depuis la fondation de l'université en 1892.
Le journal publie en semaine pendant l'année universitaire. Il publie également plusieurs numéros spéciaux chaque année.